# حرمل (حماة)
حرمُل قرية سورية تقع في الجهة الغربية الجنوبية من مدينة حماة وتبعد عنها 54 كم وتتبع إداريا إلى بلدية بيت ناطر في ناحية عين حلاقيم في منطقة مصياف في محافظة حماة. بلغ عدد سكانها 871 نسمة في عام 2004 حسب إحصاء المكتب المركزي للإحصاء.